# Лоайса, Рауль
Рау́ль Альбе́рто Лоа́йса Море́лос (англ. Raúl Alberto Loaiza Morelos; род. 8 июня 1994 года, Картахена) — колумбийский футболист, полузащитник клуба «Дефенса и Хустисия».

## Биография
Лоайса начал профессиональную карьеру в клубе «Патриотас». 2 февраля 2013 года в матче против «Бояка Чико» он дебютировал в Кубке Мустанга. 11 февраля 2014 года в поединке против «Атлетико Уила» Рауль забил свой первый гол за «Париотас». Летом 2017 года Лоайса перешёл в «Атлетико Насьональ». 13 августа в матче против «Хагуарес де Кордова» он дебютировал за новую команду. В своём дебютном сезоне Кампусано помог клубу выиграть Кубок Колумбии.
В 2019 году на правах аренды выступал за «Сан-Лоренсо де Альмагро». В августе был отдан в аренду в «Дефенсу и Хустисию». Лоайса принял участие в трёх матчах «Дефенсы» в розыгрыше Южноамериканского кубка 2020, и внёс свой вклад в победу команды в международном турнире.

## Титулы и достижения
- Вице-чемпион Колумбии (1): Апертура 2018
- Обладатель Кубка Колумбии (1): 2018
- Вице-чемпион Суперлиги Колумбии (1): 2018
- Обладатель Южноамериканского кубка (1): 2020